# (308933) 2006 SQ372
(308933) 2006 SQ372 (2006 SQ372) とは、太陽系外縁天体に属する小惑星の1つ。内オールトの雲から来た可能性のある事が示された初めての天体である。

## 軌道の性質
2006 SQ372は、遠日点距離が2530億km(1691AU)、太陽からの平均距離も1283億km(858AU)という、非常に遠い軌道で太陽の周りを公転している。これは軌道の形が似通っているセドナのほぼ1.7倍遠い軌道に相当し、長周期彗星などを除けば、小惑星番号が振られている中では遠日点と軌道長半径が最も遠い天体である。2006 SQ372が遠日点にある場合、太陽の光はほぼ10日かかってようやく到達するのに等しい。このため、2006 SQ372が太陽の周りを一周するのには2万5000年以上かかる。前回近日点を通過したのは2006年8月25日で、次回の近日点通過は27122年頃になるはずである。
なお、前述したとおり2006 SQ372は小惑星番号が振られている中では最も遠い天体であるが、2013 BL76や2012 DR30、2005 VX3など、まだ小惑星番号は振られていないものの、遠日点距離や軌道長半径が2006 SQ372より大きいものが確認されている。
2006 SQ372の離心率は0.97であり、彗星に相当する極端な楕円軌道である。また、近日点は36億km(24AU)と、海王星や冥王星よりも内側に入り込む。このため、2006 SQ372の軌道は長期的には安定していないと考えられている。シミュレーションでは、1億8000万年以内に、天王星か海王星のいずれかに大きく接近し、軌道を乱されると考えられている。2億年から3億年といった長期的な時間スケールでは、天王星や海王星自身も軌道が乱れるであろうと考えられている。このため、2006 SQ372の軌道を長期的に予測するのは難しい。彗星として尾が観測される程度に内側に入り込む可能性もあれば、太陽の重力圏からはじき出されてしまう可能性もある。
2006 SQ372が現在この軌道を採っている理由は現在でも議論が続いている。発見者のアンドリュー・ベッカーは、この天体が多くの彗星の故郷であるオールトの雲より内側にある内オールトの雲から来たと考えている。これは、恒星が近くを通過するなどの特異的な変異によって現在の軌道になったと考えられる。一方、セドナの発見者でもあるマイケル・ブラウンは、この天体がエッジワース・カイパーベルトの軌道で生成され、その後天王星や海王星などの重力によってはじき出されたと考えている。いずれにしても、セドナよりも内側に入り込む2006 SQ372は、海王星や天王星の重力で軌道を乱されやすく、誕生直後の軌道とはずいぶん異なっているだろうと考えられている。

## 物理的性質
2006 SQ372の絶対等級は8.1であり、ここから直径は106kmであると推定されている。仮に100kmを超えている場合には、セドナを超えて、100km以上の天体で最も遠くを公転する天体となる。ただし、近日点はセドナより近い。岩石と氷の混合物で出来た天体と考えられており、太陽からあまりにも遠いため、放射による尾を引かないだけで、彗星と似た組成を持つと考えられている。
表面温度は2006 SQ372のアルベドがわかっていないので不明であるが、アルベドが低く近日点にあると仮定しても、その温度は-218℃(55K)を超えないと考えられており、これは窒素やメタンの融点を下回っている。遠日点では最低で-269℃(4K)程度となり、水素も凍りつく低温となる。

## 観測
2006 SQ372は、スローン・デジタル・スカイサーベイによる超新星などの観測中に偶然発見された。初めての観測日は2005年9月13日である。その後2007年までの観測により、軌道などの性質が分かったが、当初は公転周期が22446年、遠日点距離が1570AUとされるなど、現在よりもやや小さい値であった。